# Douglas Henshall
Douglas James Henshall, né le 19 novembre 1965 est un acteur écossais.
Douglas Henshall est né à Glasgow en Écosse. Il a grandi à Barrhead et a suivi ses études secondaires à la Barrhead High School. Tout en étant à l'école, il rejoignit The Scottish Youth Theatre basé à Glasgow. Après avoir quitté l'école, il emménagea à Londres afin de se former à la Mountview Theatre School. À Londres, il fut acclamé par la critique pour ses performances au théâtre, notamment dans Life of Stuff à la Donmar Warehouse (1993) et dans American Buffalo à la Young Vic (1998). Il retourna à Glasgow et rejoignit la 7:84 theatre company.
Il est le partenaire de l'écrivain croate Tena Stivicic.

## Rôles
En 1993 il apparaît dans l'adaptation de Dennis Potter de Du rouge à lèvres sur ton col. L'un de ses premiers rôles cinématographiques à succès fut celui d'Edgar dans Des anges et des insectes (1995) avant d'apparaître dans Orphans (1997), The Man with Rain in His Shoes (1998), Lawless Heart (en) (2001) et Silent Cry (2002). Il joua également un rôle dans beaucoup de séries de télévision et est connu pour son rôle dans Psychos (1999), Kid in the Corner (1999) (pour lequel il gagna le gold nymph du meilleur acteur dans une mini-série au festival de télévision de Monte-Carlo en 2000), et Loving You (2003). Il joua aussi dans des pièces pour BBC Radio, dont le rôle de Romeo dans Roméo et Juliette (1999) et David dans The Long Farewell (2002). À l'été 2002, Douglas retourna sur la scène londonienne où il joua le rôle de Michael Bakunin dans la nouvelle trilogie de pièces de Tom Stoppard, The Coast of Utopia, au National Theatre.
Il joua Marcus dans la comédie britannique French Film, aux côtés de Hugh Bonneville et Anne-Marie Duff. Il reçut également un succès critique pour son interprétation de Satan dans la production West End The Last Days of Judas Iscariot.
Henshall prêta sa voix au personnage d'Eddie, un membre d'une partie de chasse écossaise, dans le film d'animation norvégien culte Free Jimmy, ressortie en DVD en 2008, aux côtés de Woody Harrelson et avec des dialogues de Simon Pegg.
Il est connu pour son rôle du Professeur Nick Cutter, l'un des personnages principaux de la série culte de science-fiction britannique Nick Cutter et les Portes du temps (2007-2009). Il quitta la série lors de la troisième saison, lorsque son personnage fut tué par son ex-femme qui pensait qu'il était responsable du futur dévasté dont elle avait été témoin.
Il a poursuivi en apparaissant dans un autre programme de la chaîne ITV1, Collision (2009), dans lequel il jouait l'officier d'enquête sur une affaire de multiples carambolages.
Depuis 2013, il incarne l'inspecteur détective Jimmy Perez dans la série télévisée Shetland basée sur les romans de la romancière britannique Ann Cleeves.

## Filmographie
- 1992 : Les Aventures du jeune Indiana Jones (TV) : T. E. Lawrence
- 1995 : Des anges et des insectes de Philip Haas : Edgar Alabaster
- 1997 : Kull le conquérant de John Nicolella : Ducalon
- 1998 : Fast Food de Stewart Sugg : Benny
- 2005 : Mr. Ripley et les Ombres (Ripley Under Ground) de Roger Spottiswoode
- 2007 - 2009 : Nick Cutter et les Portes du temps  : professeur Nick Cutter
- 2009 :  Collision (TV) : DI John Tolin
- 2011 : L'Aigle de la Neuvième Légion (The Eagle) de Kevin Macdonald : Cradoc
- 2011 : Inspecteur Lewis, épisode Esprits tourmentés : Dr. Alex Gansa
- 2013 - ... : Shetland (Série télévisée) : inspecteur détective Jimmy Perez
- 2014 : The Salvation : le shérif Mallick
- 2014 : Outlander  : Taran MacQuarrie
- 2023 : Qui est Erin Carter : Daniel Lang